# Kyulyus
Kyulyus (azerbajdzjanska: Külüs) är en ort i Azerbajdzjan.   Den ligger i distriktet Nachitjevan, i den sydvästra delen av landet, 400 km väster om huvudstaden Baku. Kyulyus ligger 1 536 meter över havet och antalet invånare är 1 169.
Terrängen runt Kyulyus är lite bergig. Närmaste större samhälle är Şahbuz, 9,0 km nordväst om Kyulyus. 
Trakten runt Kyulyus består i huvudsak av gräsmarker. Runt Kyulyus är det ganska glesbefolkat, med 25 invånare per kvadratkilometer.